# Gelis albicinctoides
Gelis albicinctoides är en stekelart som beskrevs av Schwarz 1998. Gelis albicinctoides ingår i släktet Gelis och familjen brokparasitsteklar. Inga underarter finns listade i Catalogue of Life.